# Toghan Timur

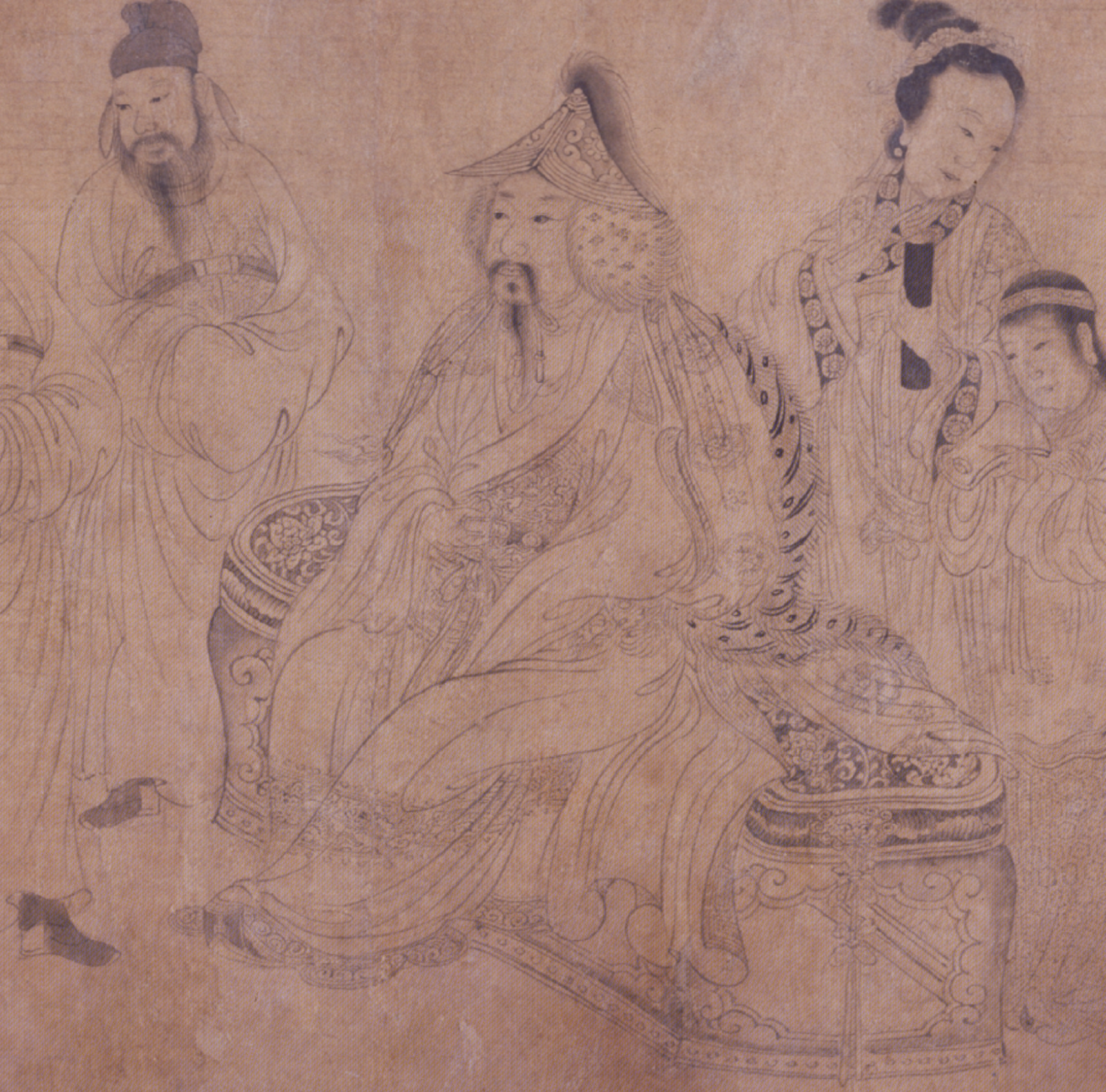
Darstellung Toghan Timurs auf einem chinesischen Gemälde

Toghan Timur (Ukhaatu Khan, mongolisch ᠲᠤᠭᠤᠨᠲᠡᠮᠤᠷ, * 25. Mai 1320; † 23. Mai 1370 in Yingchang am Ufer des Dalai Nur, heutiges Verwaltungsgebiet des Sum Darhan Ul (达日罕乌拉苏木) im Hexigten-Banner der Stadt Chifeng in der Inneren Mongolei) war mongolischer Khagan und unter dem Namen Huizong (惠宗,  Huìzōng, postum Shundi 順帝) der letzte Kaiser Chinas aus der Yuan-Dynastie. Im Alter von 13 Jahren trat er 1333 die Regierung an, in der er nur eine relativ untätige Rolle spielte. In den ersten Jahren seiner Herrschaft lag die eigentliche Macht in den Händen des Kriegsherrn Bayan, nach dessen Sturz 1340 Bayans Neffe Toghta eine dominante Stellung bei der Leitung der Regierungsgeschäfte einnahm. 1342 empfing Toghan Timur den italienischen Franziskaner Giovanni de Marignolli. Infolge von verheerenden Überschwemmungen des Huang He und anderer Ursachen brach 1351 der nicht unterdrückbare Aufstand der  Roten Turbane aus. Die Regierungszeit Toghan Timurs und endete 1368 mit der Vertreibung der Mongolen aus Peking, woraufhin sich der gestürzte Kaiser nach Norden in die mongolische Steppe zurückzog und dort zwei Jahre später starb.

## Leben

### Herkunft und Thronbesteigung
Der letzte Mongolenherrscher Chinas war ein Sohn Qoshilas mit Mailaiti, einer Nachfahrin von Arslan Khan, eines Anführers der Karluken. Einer Volkslegende zufolge soll er dagegen ein Sohn von Song Gong, des ehemaligen Kaisers der südlichen Song-Dynastie, gewesen sein, der ihn während einer Liebesaffäre mit Mailaiti gezeugt habe. Geboren wurde Toghan Timur im Exil in Zentralasien. Während eines mongolischen Bürgerkriegs, dem sog. Krieg der beiden Hauptstädte, der 1328 nach dem Tod des Kaisers Yesun Timur Khan ausgebrochen war, folgte er seinen Vater Qoshila von der Mongolei nach Shangdu. Qoshila konnte 1329 die Macht übernehmen und ließ sich zum chinesischen Kaiser ausrufen, wurde aber noch im gleichen Jahr ermordet. Sein jüngerer Bruder Toqa Timur (reg. 1328–1332) wurde nun wieder Kaiser und behauptete gemeinsam mit seiner Gattin Budashiri, dass sein Neffe Toghan Timur nur von Qoshila adoptiert gewesen sei, um eventuelle Thronansprüche des Jungen zu boykottieren. Zudem verbannten sie ihn zuerst nach Goryeo (das heutige Korea) und anschließend nach Guangxi in Südchina. Während sich Toghan Temür in Goryeo befand, wurde seine Stiefmutter Babusha 1330 auf Befehl von Budashiri ermordet.
Bei seinem Aufenthalt in Südchina lebte Toghan Timur in einem Kloster und erhielt unter chinesischer Aufsicht eine buddhistische Erziehung. Dabei erlernte er auch eine gewisse chinesische Bildung. Als Toqa Timur im September 1332 starb, soll er sich doch Toghan Timur – und nicht seinen eigenen Sohn El Tegüs – als Nachfolger gewünscht haben. Seine Witwe Budashiri respektierte dies, doch der faktische Regent El Temür widersetzte sich der Thronbesteigung von Toghan Timur und erreichte, dass dessen sechsjähriger Halbbruder Irinchinbal Kaiser wurde. Allerdings verstarb Irinchinbal bereits im Dezember 1332. El Temür konnte die nunmehrige Thronbesteigung von El Tegüs wegen der Opposition Budashiris nicht durchsetzen. Toghan Timur wurde aus dem Exil in Guangxi zurückberufen. Weil El Temür der Ermordung Qoshilas verdächtigt wurde, fürchtete er, dass Toghan Timur nach seiner Rückkehr gegen ihn vorgehen würde und verzögerte dessen Thronbesteigung um weitere sechs Monate. Erst nach El Temürs Tod konnte Toghan Timur im Juli 1333 im Alter von 13 Jahren die Herrschaft als neuer Kaiser Chinas offiziell antreten.
1333 traf Toghan Timur auch erstmals eine junge, dem niederen koreanischen Adel entstammende Dame namens Gi, die vom König von Goryeo neben weiteren Frauen an den Hof der Yüan-Dynastie gesandt worden war. Damit war der König von Goryeo seiner Verpflichtung nachgekommen, alle drei Jahre eine Anzahl schöner Mädchen als Konkubinen für den Yüan-Kaiser zu schicken. Toghan Timur verliebte sich in Gi und verbrachte mit ihr mehr Zeit als mit der ersten Kaiserin Danashiri, die im Juli 1335 hingerichtet wurde.

### Kanzlerschaft Bayans und Toghtas

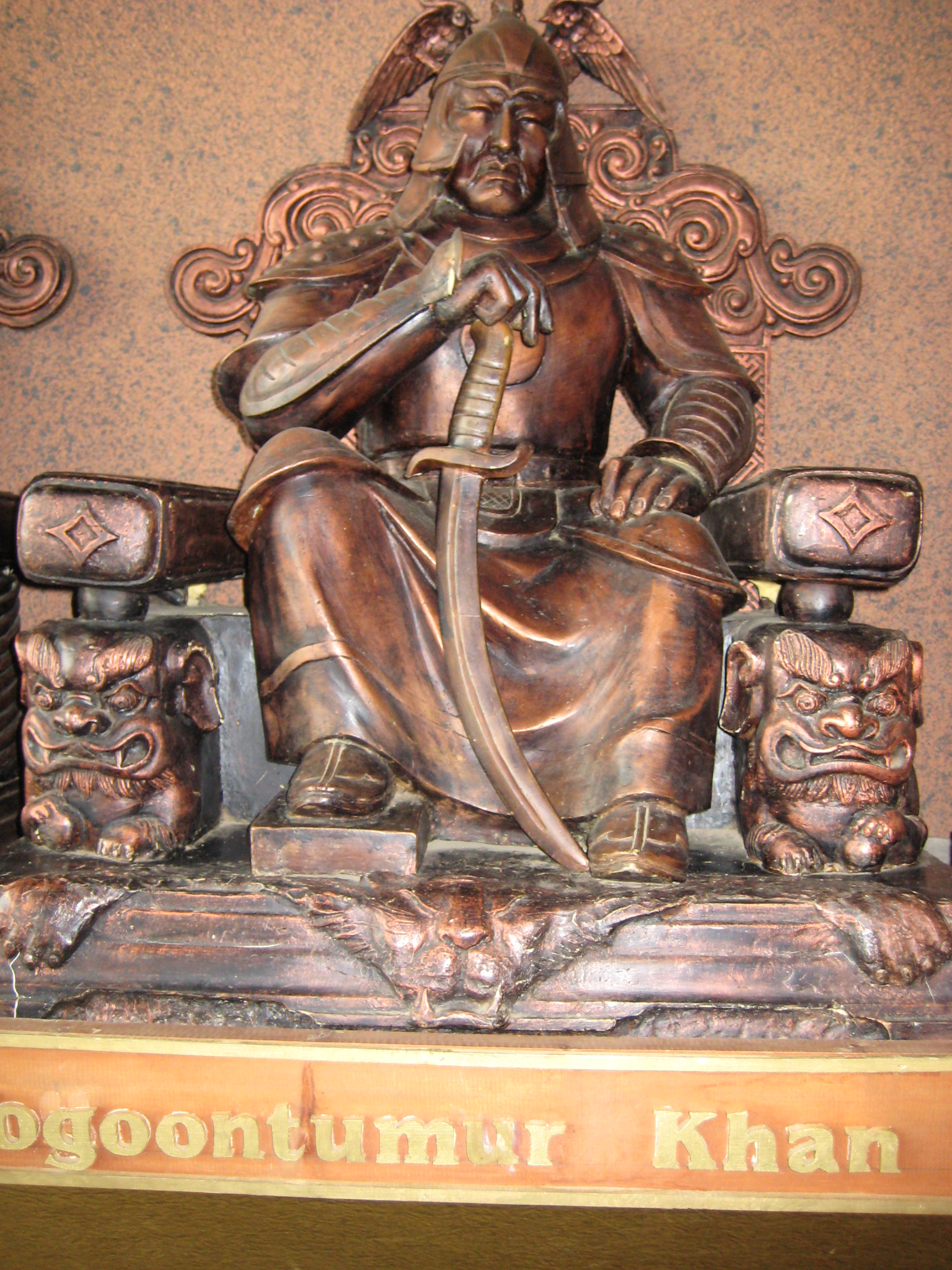
Statue Toghan Timurs im mongolischen Hotel, Distrikt Bajandsürch, Mongolei

Toghan Timur ernannte den Sohn der Kaiserinwitwe Budashiri, El Tegüs, zum Kronprinzen. Nun erlangte der mongolische Kriegsherr Bayan eine ähnlich große Machtstellung wie zuvor El Temür. Er fungierte als Minister des Staatssekretariats, unterdrückte einen Aufstand von El Temürs Sohn Tang Ki-se und ordnete mehrere Säuberungswellen an. Seine despotische Regierung war nationalistisch-mongolisch geprägt, und er machte sich durch harte Maßnahmen bei den unterworfenen Chinesen verhasst. So versuchte er die Zahl der ethnischen Han-Chinesen in der höheren Beamtenschaft einzudämmen und schaffte 1335 erneut die Beamtenprüfungen ab. 1339 wurde er zum Großkanzler ernannt.
Inzwischen wollte Toghan Timur, dessen Hauptgemahlin nun Bayan Khutugh war, seine Konkubine Gi zur Zweitfrau erheben. Dies verstieß gegen die übliche Praxis, dass Zweitfrauen nur aus einer mongolischen Adelsfamilie stammen durften. Die beabsichtigte Beförderung einer Koreanerin in eine solch herausgehobene gesellschaftliche Stellung rief bei Hof großen Widerstand hervor; auch der mächtige Bayan sprach sich dagegen aus. So musste der Kaiser vorerst von seinem Vorhaben Abstand nehmen. 1340 wurde er des übergroßen Einflusses Bayans müde und verbündete sich mit dessen Neffen Toghta, um ihn zu entmachten. Dieser Coup gelang; Bayan wurde verbannt und starb auf dem Weg ins Exil. Ferner wurden hohe Beamte, welche die Verwaltung beherrschten, aus ihren Ämtern entfernt und die Kaiserinwitwe Budahsiri und ihr Sohn El Tegüs vom Hof verbannt. Toghan Timurs Geliebte, Gi, hatte ihm 1339 den Sohn Ajurchiridhara geboren, den er zum Nachfolger bestimmte; und nun konnte er 1340 auch Gis Ernennung zur Zweitfrau durchsetzen.
Toghta nahm nach Bayans Sturz dessen beherrschende Stellung bei Hof ein. Er interessierte sich für chinesische Bildung und verfolgte eine gegensätzliche Politik wie sein Vorgänger. So führte er die Beamtenprüfungen wieder ein, so dass viele große chinesische Literaten aus dem Exil zurückkehrten, senkte Steuern und hob auch andere diskriminierende Maßnahmen Bayans auf. Der junge Kaiser verdeutlichte den neuen Geist von Toghtas Wirken, indem er im Januar 1341 eine neue chinesische Ära unter dem Namen Zhizheng ausrief. Toghta ließ auch die lange Zeit unterbrochene Kompilation der offiziellen Reichsgeschichte des Song-Reichs sowie der Liao-Dynastie und der Jin-Dynastie wiederaufnehmen. Sie wurde 1344 fertiggestellt.
Auf die briefliche Bitte von in China weilender alanischer Christen nach Entsendung eines spirituellen Führers hatte inzwischen Papst Benedikt XII. den italienischen Franziskaner Giovanni de Marignolli auf die Reise zum Reich der Mitte geschickt. Nach seiner Ankunft in China wurde der Ordensmann von Toghan Timur am 19. August 1342 in Audienz empfangen. Besonders erregte ein vom Legaten als Geschenk übergebenes Pferd auffallender Größe Aufmerksamkeit. Giovanni de Marignolli blieb drei oder vier Jahre in Peking. Es ist der einzige in chinesischen Quellen im 14. Jahrhundert nachweisbare Kontakt zwischen China und dem Abendland.
Im Juni 1344 trat Toghta mit kaiserlicher Zustimmung von seinem Amt zurück, woraufhin mehrere kurzlebige Regierungen sich abwechselten und eine stark von Toghtas Politik abweichende Agenda betrieben. Toghan Timur zwang Toghta im Jahr 1347, ins Exil nach Gansu zu gehen. Unterdessen hatten sich die Überschwemmungen des Gelben Flusses seit 1327 verschlimmert und häufige Hungersnöte ausgelöst; und 1344 waren die Dämme des Flusses infolge großer Niederschlagsmengen unterhalb von Kaifeng gebrochen und hatten noch verheerendere Überschwemmungen bewirkt. 1345 herrschte in Shandong und Henan eine Hungersnot. Erst fünf Jahre nach dem Bruch der Dämme wurden diese durch eine große Zahl rekrutierter Bauern repariert, was bei diesen aber noch weiter die Neigung zu Aufständen begünstigte. Denn das Fehlen einer wirksamen Regierungspolitik zur Behebung der Missstände führte zu einer immer stärkeren Unzufriedenheit der Bevölkerung. Dazu kam, dass der Peking mit Getreide versorgende Kaiserkanal verfiel und der Seeweg zum Transport südchinesischen Getreides in die Hauptstadt durch Piraterie riskant wurde. Zur Bewältigung dieser Probleme rief der Kaiser 1349 Toghta zurück, der wieder die Kanzlerschaft übernahm und sich ab 1351 mit dem Aufstand der Roten Turbane (s. u.) konfrontiert sah.
Toghan Timur selbst hielt sich immer stärker von den Regierungsgeschäften fern und verbrachte seine Zeit bei Jagden, Riten sowie mit mechanischen Konstruktionen im Palastgarten (er besaß anscheinend mechanische Kenntnisse). Nach 1350 stand er zunehmend unter dem Einfluss tibetischer Lamas, die sexuelle shaktistische Kulte am Hof etablierten. Wie aus chinesischen Geschichtsdarstellungen hervorgeht, praktizierten Toghan Timur und zahlreiche Hofleute diese Kulte.

### Aufstand der Roten Turbane

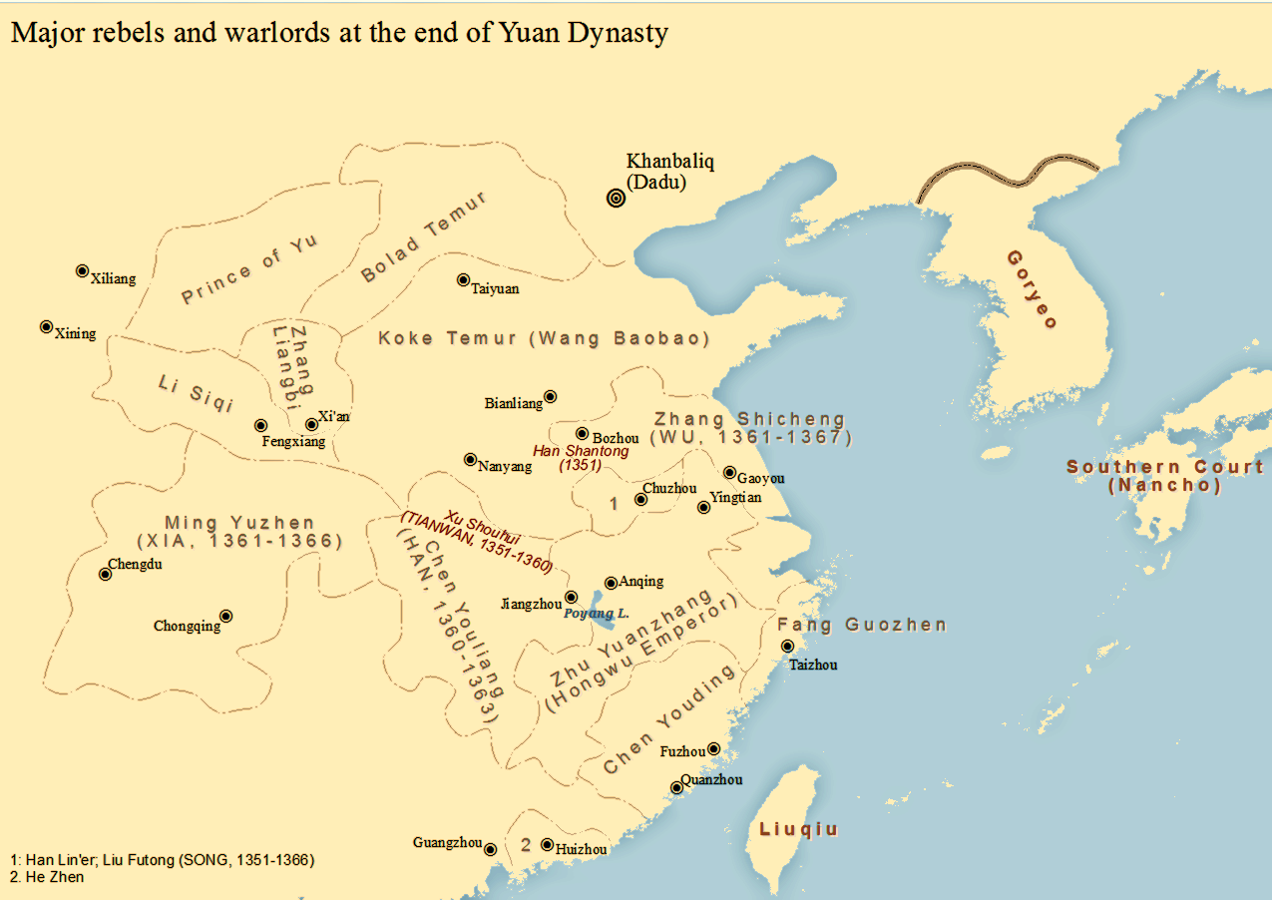
Rebellen und Kriegsherren in der späten Regierungszeit von Toghan Timur

Die angestauten Probleme (schwache Währung, hohe Steuerlast in Südchina, ausbeuterische Verwaltung, Unterdrückung der Chinesen, Naturkatastrophen wie die Überschwemmungen des Gelben Flusses u. a.) entluden sich im Aufstand der Geheimgesellschaft der Roten Turbane. Diese Rebellion begann, als der Kanzler Toghta 1351 durch Massenmobilisierung von Bauern den Kaiserkanal in Shandong ausbessern und den Gelben Fluss umleiten lassen wollte. Sie breitete sich rasch in der ganzen nordchinesischen Tiefebene und südlich davon aus. Toghta bekämpfte einige Aufstandsgebiete der Roten Turbane erfolgreich und nahm 1352 Xuzhou ein. Als er aber den Rebellenführer Zhang Shicheng, der u. a. Yangzhou erobert hatte, siegreich bekriegte, wurde er im Januar 1355 aufgrund einer Palastintrige entlassen und im Januar 1356 vergiftet. Nach seiner Absetzung war die Offensive gegen Zhang zusammengebrochen. Es kam zum schnellen Machtverfall der Zentralregierung; stattdessen übernahmen Warlords (besonders Chaghan Timur und sein Adoptivsohn Köko Timur in Taiyuan, sowie Bolod Timur) die Kontrolle über den Norden.
Hatte der Aufstand am Anfang einen sozialrevolutionären Charakter gehabt und entstammten seine Führer den unteren Bevölkerungsschichten, so gewann mit der Zeit das nationalchinesische Ziel der Vertreibung der mongolischen Fremdherren an Bedeutung. Bleibenden Erfolg unter den Rebellenführern hatte Zhu Yuanzhang, der spätere Kaiser Hongwu, der 1356 Nanjing eroberte und zur Machtbasis ausbaute. Er brach mit den Ideen der Roten Turbane, beseitigte seine Gegenspieler unter den Rebellen, zuletzt zwischen 1363 und 1367 Zhang Shicheng und den Piratenführer Fang Guozhen, und gründete 1368 die Ming-Dynastie.
Inzwischen waren die Machtkämpfe am Hof Toghan Timurs weitergegangen. Die Kaiserin Gi hatte durch ihren zunehmenden Einfluss ihrem Sohn Ajurchiridhara definitiv die Thronfolge gesichert, und in der Folge waren wiederholt Intrigen durchgeführt worden, ihn statt seines untätigen Vaters auf den Thron zu erheben. Ab 1360 bekriegten sich ferner die mongolischen Feldherren auch untereinander. Dabei spielte Toghan Timur nur eine passive Rolle. 1364 besetzte Bolod Timur, der Vater von Toghan Timurs Gemahlin Bayan Khutugh, der dem Thronfolger feindlich gegenüberstand, die Hauptstadt der Yüan. Ajurchiridhara floh zum Warlord Köko Timur. Im August 1365 wurde Bolod Timur ermordet und Ajurchiridhara wieder als Thronfolger eingesetzt. Der innermongolische Kampf schwächte die politische und militärische Macht der Zentralregierung weiter. Nach dem Tod von Bayan Kuthugh im September 1365 ernannte Toghan Timur seine Gattin Gi zur ersten Kaiserin.

### Regierungsende und Rückzug nach Norden; Tod
Nach der Eroberung Südchinas und der Ausrufung der Ming-Dynastie führte der zum Kaiser Hongwu gekrönte Zhu Yuanzhang 1368 siegreiche Militärexpeditionen gegen Nordchina durch. Als Köko Timur Schlachten gegen den Heerführer der Ming, Xu Da, verlor und die Ming-Truppen sich der Provinz Hebei näherten, gab Toghan Timur trotz Verteidigungsappellen Cambaluc (heute Peking) auf und floh in die Sommerhauptstadt Shangdu. Beim Anrücken der Streitkräfte der Ming gegen Shangdu wich er 1369 nördlich nach Yingchang in der heutigen Inneren Mongolei aus. Dort starb er am 23. Mai 1370 im Alter von 50 Jahren. Sein Sohn Ajurchiridhara folgte ihm unter dem Namen Biligtü Khan in der Herrschaft und zog sich noch in demselben Jahr nach Karakorum zurück.
Die verbliebenen Mitglieder des Kaiserhauses der Yuan beherrschten nach wie vor Teile Nordchinas und die mongolische Hochebene. Sie beanspruchten weiterhin den Titel des Kaisers von China für sich, weshalb sie als Nördliche Yuan-Dynastie bezeichnet werden. Die Ming waren dagegen trotz ihrer nicht vollständigen Kontrolle ganz Chinas der Ansicht, dass die Yuan mit der Aufgabe von Cambaluk das Mandat des Himmels verloren hätten und damit 1368 gestürzt worden seien. Daher betrachteten sie Toghan Timur nach 1368 sowie seine Nachfolger nicht als legitime chinesische Kaiser. Sie gaben Toghan Timur den postumen Namen Shundi („Wohlwollender Kaiser“), wonach er dem Mandat des Himmels gefolgt wäre und sein Reich den Ming abgetreten hätte. Die Nördlichen Yuan gaben ihm hingegen ihren eigenen postumen Namen Yuanren Puxiao und den Tempelnamen Huizong („Gütiger Ahnherr“).